# Scutellospora biornata
Scutellospora biornata är en svampart som beskrevs av Spain, Sieverd. & S. Toro 1989. Scutellospora biornata ingår i släktet Scutellospora och familjen Gigasporaceae.   Inga underarter finns listade i Catalogue of Life.